# Jenílson Ângelo de Souza
Jenílson Ângelo de Souza, conegut com a Júnior, (20 de juny de 1973) és un exfutbolista brasiler.

## Selecció del Brasil
Va formar part de l'equip brasiler a la Copa del Món de 2002.